# Бют-о-Кай

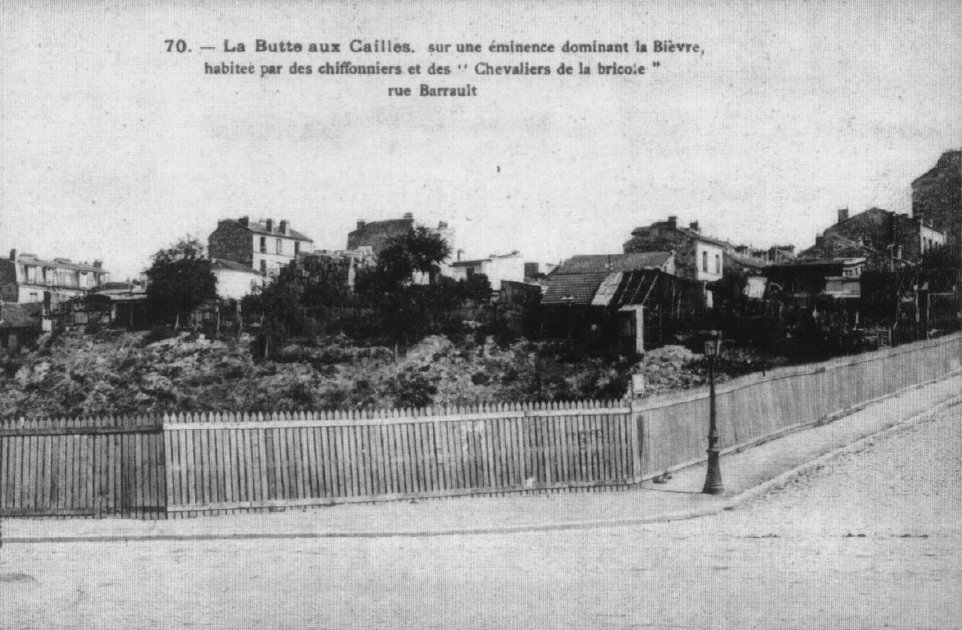
Старая почтовая открытка с видом на Бют-о-Кай

Бют-о-Кай (фр. la Butte aux Cailles) — квартал в западной части XIII округа Парижа, западнее площади Италии, напоминающий провинциальное селение из-за обилия частных домиков и невозможности возведения многоэтажек по причине того, что земля источена старыми карьерами.

## Название
Холм высотой 62 м над речкой Бьеврой получил своё название не от перепёлок (cailles), а от имени землевладельца Пьера Кайя (Pierre Caille), купившего владения в 1543 году.

## История
В XVII веке здесь добывали известняк, а дубильни по берегам речки отравляли пейзаж и воздух.
В 1784—1785 гг. новая городская стена Парижа вплотную подошла к Бют-о-Кай с севера. В 1860 г. селение было официально присоединено к французской столице в результате включения всех ближних пригородов в городскую черту.
Артезианский колодец был вырыт Франсуа Араго в 1866 г., и с 1893 г. он наполняет местный бассейн водой, температура которой 28°С. С 1828 по 1910 гг. в ходе технических работ русло местной речки было спрятано под землю.
21 ноября 1783 г. здесь приземлился воздушный шар маркиза Д’Арланда и Пилатра де Розье, совершивших первый свободный полёт в истории воздухоплавания.